# Werner Schwenzfeier
Werner Schwenzfeier (* 10. April 1925 in Berlin-Prenzlauer Berg; † 30. Dezember 1995) war ein deutscher Fußballspieler und -trainer. Als Aktiver nur in Berlin tätig trainierte er später zahlreiche Mannschaften in der DDR-Oberliga und DDR-Liga. Seinen größten Erfolg erreichte er mit dem DDR-Pokalgewinn als Trainer des 1. FC Union Berlin.

## Spielerkarriere
Schwenzfeier begann als Zehnjähriger beim benachbarten Prenzlauer Berger Verein BFC Alemannia 90 mit dem Fußballspielen. Nach kriegsbedingter Unterbrechung meldete er sich 1947 zunächst beim SC Charlottenburg wieder an und wechselte noch im selben Jahr wieder zurück zu Alemannia. Gleichzeitig begann an der 14. Oberschule in Prenzlauer Berg seine hauptberufliche Tätigkeit als Lehrer für Physik und Erdkunde. Mit Alemannia war er bis zu seinem Wechsel 1952 fester Bestandteil der Berliner Stadtliga (West-Berlins höchster Fußballklasse). Danach ging er zum 1. FC Neukölln, mit dem ihm 1953 der Aufstieg in die zweitklassige Berliner Amateurliga gelang. Nachdem Neukölln in der Folgesaison die Liga halten konnte, wechselte Schwenzfeier 1954 zur Ost-Berliner BSG Motor Oberschöneweide (ab 1955 Motor Berlin, ab 1957 TSC Oberschöneweide), wo er 1959 seine Laufbahn als aktiver Fußballspieler beendete. Mit den Oberschöneweidern hatte Schwenzfeier wenig Erfolg: Der 1953 erst aus der DDR-Oberliga in die DDR-Liga abgestiegene Verein konnte 1955 auch in der Liga nicht mehr die Klasse halten und stieg in die II. DDR-Liga ab, von wo man zu Schwenzfeiers aktiver Zeit nicht mehr die Rückkehr in den höherklassigen Fußball schaffte.

## Trainerkarriere

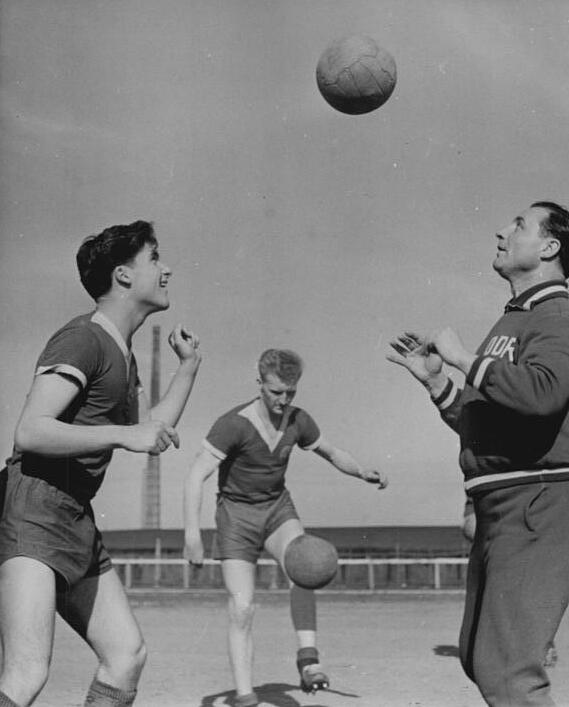
Schwenzfeier (rechts) 1961 beim Kopfballtraining mit der DDR-Juniorenmannschaft.

Anfang der 1950er Jahre absolvierte Schwenzfeier eine Ausbildung zum Fußballtrainer. Noch als aktiver Fußballspieler in Oberschöneweide trainierte er ab 1955 den Nachwuchs des Armeesportklubs Vorwärts Berlin. Von 1957 bis 1962 war er außerdem Jugendtrainer beim Deutschen Fußball-Verband (DFV; dem Fußballverband der DDR). Nach seinem Karriereende als aktiver Sportler übernahm er 1960 beim TSC Oberschöneweide die Juniorenabteilung. Dabei schlug er auch ein Angebot des Bundesligisten Werder Bremen aus, der ihn als Co-Trainer engagieren wollte. In seinen zwei Jahren gewann er mit der A-Jugend 1961 den DDR-Junioren-Pokal.
Ein Jahr später rückte Schwenzfeier in den Männerbereich auf, trainierte dort zunächst die zweite Mannschaft des TSC und übernahm 1965 das Training der (inzwischen in TSC Berlin umbenannten) DDR-Liga-Elf. In seiner ersten Saison 1965/66 erlebte er zum einen die Gründung des 1. FC Union Berlin, der aus dem TSC Berlin hervorging, und zum anderen gelang ihm mit der Mannschaft 13 Jahre nach dem Abstieg aus der Oberliga die Rückkehr dorthin. In der ersten Oberligasaison wurde seine Mannschaft mit Rang sechs bestes Berliner Team vor dem FC Vorwärts (8.) und dem BFC Dynamo (13. und Absteiger). Ein Jahr später gelang Schwenzfeier der größte Triumph seiner Fußball-Laufbahn, als er am 6. Juni 1968 nach einem 2:1-Sieg seiner Mannschaft über den favorisierten DDR-Meister Carl Zeiss Jena den FDGB-Pokal gewann. Darüber hinaus formte er seinen Spieler Wolfgang Wruck zum Nationalspieler.
Als Union 1969 in die Zweitklassigkeit absteigen musste, verließ Schwenzfeier Berlin und übernahm für eine Saison den Drittligisten Stahl Finow. Zu Beginn der Fußballsaison 1970/71 rückte er in die zweitklassige DDR-Liga auf und übernahm dort die Mannschaft des ehemaligen Oberligisten Lok Stendal. Dort hieß das Ziel Rückkehr in die Oberliga, doch Schwenzfeier gelang es innerhalb von vier Jahren nicht, diesen Plan zu verwirklichen. So kam es 1974 zur Rückkehr nach Finow, dessen Mannschaft gerade in die DDR-Liga aufgestiegen war. Zwei Jahre dauerte Schwenzfeiers Engagement, nach dem Abstieg von Finow nach der Saison 1976/77 setzte er seine Wanderung durch den DDR-Fußball fort.
Seine nächste Station führte ihn 1978 nach Berlin zurück, wo er das Traineramt beim Bezirksligisten Lichtenberg 47 übernahm. Mit den Lichtenbergern scheiterte er zweimal knapp am Aufstieg in die DDR-Liga, ehe es dem Team 1981 doch gelang. Außerdem konnte man 1980 den Berliner FDGB-Bezirkspokal gewinnen und sich so für den FDGB-Pokal qualifizieren. Nach dem Aufstieg wechselte er zum Bezirksligakonkurrenten Rotation Berlin. Dort gelang ihm in der Folgesaison ebenfalls der Ligaaufstieg. In der DDR-Liga führte Schwenzfeier Rotation zunächst zu zwei knappen Klassenerhalten, bevor sich das Team im Mittelfeld der Liga etablierte. Trotzdem trennten sich die Wege von ihm und Rotation 1987 und er ging noch einmal nach Stendal, wo ihm mit dem damaligen Ligaaufsteiger der Klassenerhalt gelang. Seine schließlich letzte Trainerstation war in der Saison 1988/89 Motor Nordhausen. Dort hatte er jedoch weniger Erfolg und stieg aus der DDR-Liga ab.

## = Weblinks
=
- www.immerunioner.de, Statistiken als Trainer beim 1. FC Union Berlin

| Personendaten    | Personendaten                         |
| ---------------- | ------------------------------------- |
| NAME             | Schwenzfeier, Werner                  |
| KURZBESCHREIBUNG | deutscher Fußballspieler und -trainer |
| GEBURTSDATUM     | 10. April 1925                        |
| GEBURTSORT       | Berlin-Prenzlauer Berg                |
| STERBEDATUM      | 30. Dezember 1995                     |